# Federazione cestistica della Thailandia
La Federazione cestistica della Thailandia è l'ente che controlla e organizza la pallacanestro in Thailandia.
La federazione controlla inoltre la nazionale di pallacanestro della Thailandia. Ha sede a Bangkok e l'attuale presidente è Suthep Benjabhoki.
È affiliata alla FIBA dal 1953 e organizza il campionato di pallacanestro della Thailandia.